# اریک فایفر
اریک فایفر (آلمانی: Erik Pfeifer؛ زادهٔ ۲۲ ژانویهٔ ۱۹۸۷) بوکسور اهل آلمان است.